# South-East-Forest-Nationalpark
Der South-East-Forest-Nationalpark ist ein Nationalpark im äußersten Südosten des australischen Bundesstaates New South Wales, 378 km südlich von Sydney. Dort finden sich wertvolle Eukalyptus-Primärwälder und kleinere Gebiete gemäßigten Regenwaldes.
Der Park wurde 1997 durch die Zusammenlegung des Genoa-Nationalparks, des Tantawangalo-Nationalparks, des Bemboka-Yowaka-Nationalparks und des Coolangubra-Nationalparks geschaffen. All diese vorhergehenden Nationalparks waren erst 1994 eröffnet worden. Der Genoa-Nationalpark wiederum war das Ergebnis der Zusammenlegung von Nalbaugh-Nationalpark und Nungatta-Nationalpark, die 1972, bzw. 1973, errichtet wurden.
Bis 1968 war der größte Teil der Südostecke von New South Wales wildes Urwaldgelände, das unter dem Namen Wallagaraugh Wilderness bekannt war, und galt als freies Kronland. Damals forderte ein von der Staatsregierung von New South Wales ernanntes Komitee, eine Fläche von ca. 1000 km² zum Nationalpark zu erklären. Allerdings wollte die japanische Firma Harris-Daishowa die Gegend zur Gewinnung von Holzchips abholzen und der größte Teil dieses Landes wurde nur zum Staatsforst erklärt. Nur die Gelände in Nalbaugh und Nungatta wurden zu Nationalparks erklärt. In der Nähe wurden der Mount-Imlay-Nationalpark und der Beowa-Nationalpark errichtet.
Die Abholzaktion begann im Oktober 1969 und trotz zunehmenden Protestes wurde 25 Jahre lang fortgesetzt. Die Labour-Regierung von Barrie Unsworth hatte 1988 einen Nationalpark mit einer Fläche von 80.000 ha versprochen, um wiedergewählt zu werden, aber aus der Wiederwahl wurde nichts. 1994 wurden dann unter der Regierung von John Fahey die Nationalparks von Genoa, Tantawangalo, Bemboka Yowaka und Coolangubra errichtet.
Die Gegend ist für eine Reihe von Eukalyptusarten bekannt und Hartlaubwälder bedecken 42 % des Nationalparks. Gemäßigten Regenwald findet man in an geschützten Orten, auf subalpinem Gelände und hohen Erhebungen.
In den Grenzen des Parks findet sich eine große Zahl von Tierarten, auch gefährdete Arten, wie die Rauchgraue Australienmaus (Pseudomys fumeus) oder der  Schuppenkehl-Dickkopf (Pachycephala olivacea).